# 786
786 (DCCLXXXVI) fue un año común comenzado en domingo del calendario juliano, en vigor en aquella fecha.

## Acontecimientos
- Harún al-Rashid, asciende al trono califal.
- El rey Offa de Mercia conquista Kent y pone fin al gobierno de los reyes Ealhmund y Sigered en West Kent. Impone el señorío merciano sobre el reino, pero permite que un rey local, Heaberht, gobierne allí.

## Nacimientos
- Al Mamún, califa abbasí de Bagdad.